# 固伦端敏公主
固倫端敏公主（1653年—1729年），順治帝堂兄、簡親王濟度次女，生母為嫡福晉蒙古科爾沁博爾濟吉特氏（孝惠章皇后之同母胞姐）。

## 生平
順治十年六月十三日出生，自幼就撫養在宮中，成為順治帝的養女，由養母、堂嬸兼姨母的孝惠章皇后教養。
順治十七年（1660年），父親簡親王濟度逝世，其同母弟七歲的德塞承襲簡親王爵位。
康熙九年（1670年）三月二十二日，十七歲的德塞因病去世，無子。簡親王爵位由德塞之異母兄、端敏之異母弟喇布承襲。
康熙九年（1670年）九月下嫁班第。出嫁前不久被封為和碩端敏公主。
康熙二十年（1673年），簡親王喇布去世，喇布之同胞弟、端敏之異母弟雅布承襲簡親王爵位。
康熙三十八年十月的宮廷檔案曾稱其為和碩敏公主。
康熙四十九年（1710年），班第去世，其子羅卜藏袞布襲科爾沁左翼中旗扎薩克和碩達爾罕親王，授哲里木盟盟長
康熙五十二年（1713年），其子羅卜藏袞布娶裕親王福全之第五女郡主為妻，授為和碩額駙。
雍正元年（1723年）晉為固倫端敏公主。
雍正七年（1729年）去世，享年七十七歲。

## 影視形象
| 演員   | 影視作品 | 年份   | 使用的名字/稱謂 | 備註 |
| 李詩韻 | 紫禁驚雷 | 2011年 | 愛新覺羅·端敏   | 劇中端敏格格為庶妃陳氏所出、順治帝之皇長女。 正史中順治帝皇長女名字未見記載，因此「端敏」一名很有可能出於順治帝養女固倫端敏公主。 |